# Виктор Найденов
Виктор Калинов Найденов е български офицер (полковник), политически секретар на Военния съюз.

## Биография
Роден е на 15 октомври 1890 г. в София. През 1910 г. завършва Военното училище в София. Между септември 1914 и септември 1915 г. служи като командир на взвод в конната батарея на четвърти артилерийски полк. След това е в конно-артилерийско отделение. В периода 1915 – 1918 г. е командир на батарея в 14-и артилерийски полк. От 1927 е командир на конно-артилерийското отделение, а от 1933 г. – на Артилерийския отдел на Школата за ротни, батарейни и ескадронни командири (ШРБЕК). Между 1933 и 1934 г. е началник на Артилерийската школа, след което до 1935 г. е началник на артилерийския отдел на първа военно-инспекционна област. От 1935 командир на конната артилерия, след което излиза в запас. Политически секретар на Военния съюз. Умира на 21 юни 1935 г. в София.

## Военни звания
- Подпоручик (4 септември 1910)
- Поручик (5 август 1913)
- Капитан (14 февруари 1916)
- Майор (2 ноември 1919)
- Подполковник (27 ноември 1923)
- Полковник (15 май 1930)

## Награди
- Военен орден „За храброст“ III степен, II клас